# Stilpnotia melanochila
Stilpnotia melanochila är en fjärilsart som beskrevs av Erich Martin Hering 1926. Stilpnotia melanochila ingår i släktet Stilpnotia och familjen tofsspinnare. Inga underarter finns listade i Catalogue of Life.